# スルッとKANSAI
スルッとKANSAI（スルッとカンサイ）は、近畿圏を中心に岡山県・静岡県を含めた61の鉄道・バス事業者で構成するスルッとKANSAI協議会が各地の公共交通機関で展開していた磁気式共通ストアードフェアシステム。大阪府大阪市中央区に本社を置く株式会社スルッとKANSAIが事務局運営業務等を受託していた。スルッとKANSAIはシステムの名称であり、カードの名称は発行社局により異なっていた。
磁気式ストアードフェアシステムとしては2017年3月31日をもって共通ストアードフェアカードの発売を終了し、2018年1月31日をもって駅の自動改札機・バスでの共通利用を終了しているが、スルッとKANSAI協議会並びに株式会社スルッとKANSAIは後継となる非接触型IC乗車カード「PiTaPa」を展開する組織・会社として存続している。

## 概説
1992年4月に阪急電鉄がそれまで乗車券購入や運賃精算用として販売していた磁気式プリペイドカード・ラガールカードを用いたストアードフェアシステム「ラガールスルー」の運用を開始し、1994年には能勢電鉄が自社のパストラルカードとラガールカードを共通化する形で参加。そしてこれをベースとして当時自動改札機の更新を予定していた阪神電気鉄道、大阪市交通局、北大阪急行電鉄の3社局にも拡張対応させ、1996年3月20日から「スルッとKANSAI」の統一名称を用いての運用を開始した。
当初、スルッとKANSAIに関わる業務は加盟各社局が分担して行っていたが、加盟社局の増加により業務の効率化を図るため、専任事務局を受託する企業として、阪急電鉄・阪神電気鉄道・大阪市交通局などが出資し、2000年7月18日に株式会社スルッとカンサイ（後の商業登記規則改正時に現商号に変更）が設立された。
スルッとKANSAIでは、ストアードフェアシステムの提携のみにとどまらず、各種チケットやグッズ制作販売会社とともに加盟各社のグッズなどの企画を行い、各社主要駅や鉄道イベントで玩具（Bトレインショーティーやくるっぴー等）やチューインガム、CDや文具を販売している。これらのオリジナルグッズは、基本的に一度販売されれば再発売しない方式を貫いている。また、乗車券用紙などの資材の一括調達も行っている。
2004年からは非接触型ICカード「PiTaPa」が導入された。これによりスルッとKANSAI協議会には近畿圏の交通事業者だけではなく、岡山地区や静岡県の交通事業者も加盟して「PiTaPa」を導入するようになった。また、「PiTaPa」は電子マネーとしても利用できることから、自治体なども参加している（参加事業者・導入時期は「PiTaPa」の項目を参照）。ただし、自治体などが自主運行するコミュニティバスに関しては、加盟社局であっても利用できない路線もある。
奈良県・兵庫県のバス事業者でシェアの大きい奈良交通や神姫バス、リムジンバスの大阪空港交通では使用できないが、これらの事業者も協議会には加盟しており、ICカードPiTaPaを介した共通化が図られている（大阪空港交通は伊丹空港発着便のみで、共同運行会社は一部不可の事業者あり）。水間鉄道と京阪京都交通については後に加盟し、京阪京都交通は2008年3月1日から（「PiTaPa」を同時に導入）、水間鉄道・バスに関しては2009年6月1日に「PiTaPa」のみ導入した。また、滋賀県湖西地区の江若交通は協議会に加盟の上、2011年11月1日より堅田営業所の路線バス（一部をのぞく）にPiTaPaを導入した。
大阪南部に路線網を有する南海グループの路面電車である阪堺電気軌道は、2010年11月12日に協議会に加盟したのち、2014年4月1日より「PiTaPa」のみ導入を行った。また南海バスでも同日より、堺営業所・東山営業所管内の路線バス（南海ウイングバス金岡運行分を含む）より、PiTaPaが追加導入された。
スルッとKANSAIの導入初期から利用可能であった阪急バス・阪急田園バスの両社については、2012年4月1日に両社専用（阪神バスも利用可能）のIC乗車カード「hanica」を導入した（3社のバス路線には先行して「PiTaPa」が並行導入されていた）ことで、同年5月31日にスルッとKANSAI対応カードの発売を終了した後、同年9月30日に同カードの利用を終了した（唐櫃営業所管轄の路線バスとオレンジゆずるバスは2013年4月30日まで利用可能だった。阪神バスでは同年10月1日以降も、同カードの発売・利用を継続）。
三重県で最大手のバス会社である三重交通では、協議会に加盟した後2016年4月1日より、自社専用のIC乗車カード「emica」の導入に合わせて、PiTaPaのみの導入が行われた。
なお、2005年6月30日には大阪港トランスポートシステムが大阪市交通局へ鉄軌道事業の運営を譲渡し、2006年3月31日には京阪宇治交通とその子会社である京阪宇治交通田辺が京阪バスに吸収合併されたため、それぞれスルッとKANSAI協議会から脱退したが、加盟社局内での譲渡・合併であり、いずれの路線においても以前と変わりなくスルッとKANSAI対応カードを使用できた。
2009年4月より、関東大手私鉄である西武鉄道、小田急電鉄、箱根登山鉄道（現・小田急箱根）の3社がスルッとKANSAI協議会と提携し、各種資材の共同購入を行うことが発表された。
2014年夏、JRグループの事業者として初めて西日本ジェイアールバスが協議会に加盟した。その後、金沢営業所管内の路線バスを皮切りに、若江線、高雄・京北線、園福線と、各路線ごとに順次PiTaPaのみの導入が行われた。
2024年にヤサカバスが加盟し、2025年3月22日よりPiTaPaの導入が行われる。

## 目的
スルッとKANSAIの目的は以下の通りである。
- 乗車用プリペイドカードを導入し、別途乗車券（切符）を買わなくても乗車できるようにする。
- 乗車用プリペイドカードと乗車券購入用のプリペイドカードに同じものを使えるようにする。
- 乗車用および乗車券購入用プリペイドカードを、スルッとKANSAI参加社局間では共通に使えるようにする。

このことにより、加盟社局がカバーするエリアの乗客は、スルッとKANSAI加盟社局が発行した「スルッとKANSAI」対応カードさえ持てば、複数の交通機関で共通の「金券 兼 切符」として使用することができる。

## 「スルッとKANSAI」対応カード

### 額面
スルッとKANSAI対応カードの発売額面は以下の通りである。なお、社局によっては取り扱いのない額面もあった。また、いずれのカードも共通利用は2018年1月31日をもって終了した。
- 大人用カード
  - 500円（オーダーメイドカードのみ）
  - 1,000円
  - 2,000円
  - 3,000円
  - 5,000円（後述の偽造問題により一部の社を除いて途中で販売を中止している）
- 小人用カード
  - 500円
  - 1,000円
  - 1,500円
  - 2,000円
  - 2,500円（後述の偽造問題により一部の社を除いて途中で販売を中止している）

### 発売体制

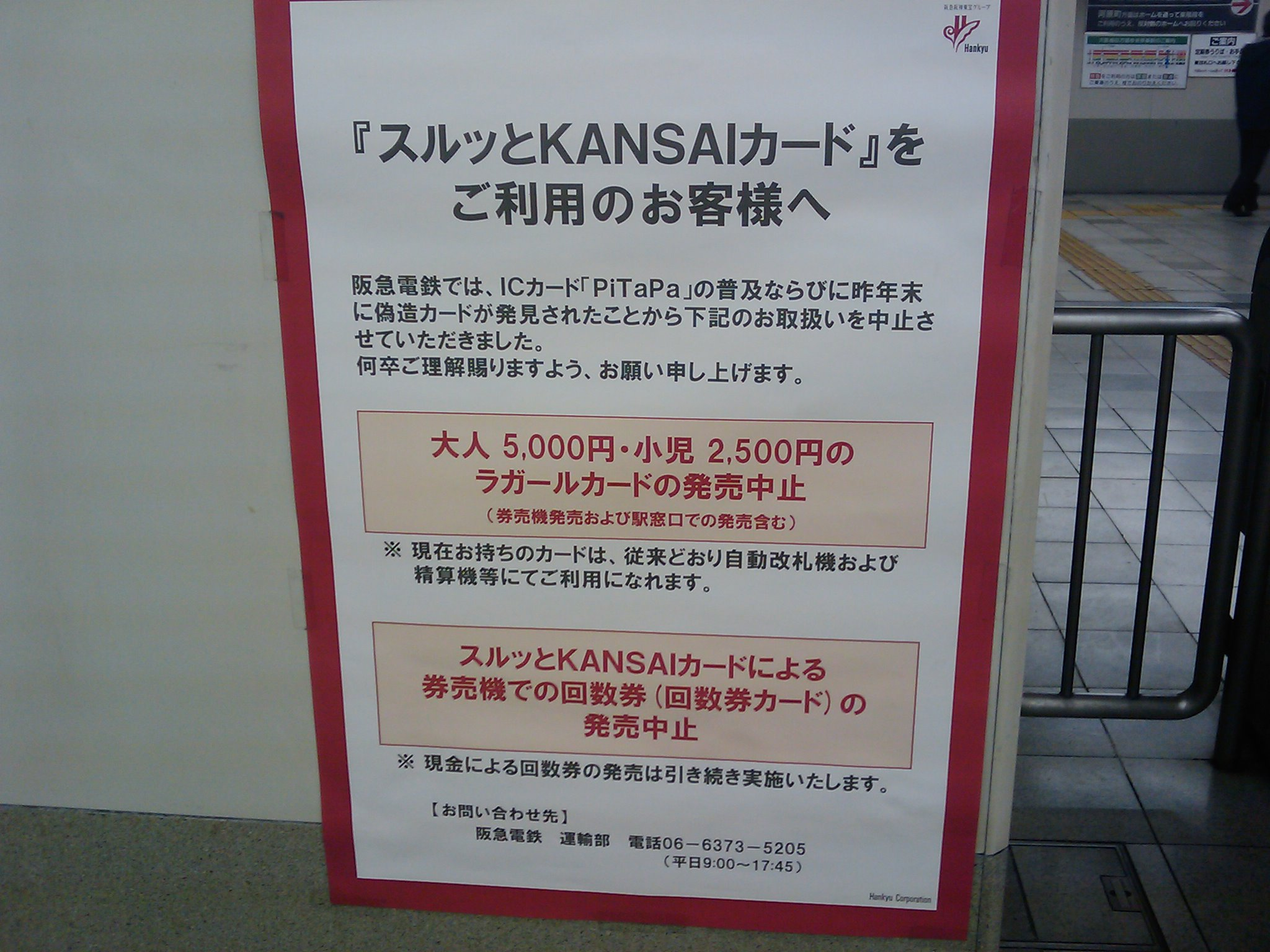
偽造カードが原因で高額面券の発売中止を知らせるポスター（阪急電鉄駅構内にて撮影）

鉄道の駅においては駅窓口および自動券売機での発売、近鉄などでは駅構内にスルッとKANSAIだけを発売する専用の自動券売機を設置したり、大阪線（大和八木以西）、橿原線、京都線等の特急車内で車掌が販売を行ったり、阪急に至っては主要駅の構内に専用のブースを設け、駅係員が自ら販売するなど積極的に販売活動を行っていた。また各社の一部の駅売店でも販売されていた。
しかし、末期には後述の偽造カードの発覚や、IC乗車カード（PiTaPa・ICOCA（京阪・近鉄の2社（いずれも一部路線・区間を除く）での発売））の普及により、発売箇所を自動券売機のみに縮小する社局が出た。
金券ショップでは、実発売額より安価（1000円のカードが990円など）で販売していることがあるので、同所で購入すればPiTaPaやICOCAよりわずかな差ではあるが安く乗車できる。その一方で2008年12月29日に偽造レインボーカード（大阪市交通局）の使用が発覚したため、一部社局は5,000円カードの発売を中止した。また、2009年4月22日に近鉄が自社の偽造スルッとKANSAIカードが発見されたことを発表した（磁気情報はレインボーカードのもの）。なお、偽造カードを使用したとして東大阪市に住む韓国人2人が逮捕された。大阪府警察は背後に偽造グループが存在するとみて捜査を進めていたが、その過程で、韓国内で偽造機械を、中国で偽造カードをそれぞれ製造し、日本に送ったことが判明している。
偽造問題の他にも、大阪メトロサービスの特約店によるレインボーカードの金券ショップへの横流し問題が2010年に発覚したことによる、同カードの流通量の減少もあり、一部の金券ショップでは取り扱いを終了したところもある。

### システム
スルッとKANSAI対応カードは、縦85mm×横57.5mm（サイバネ規格）厚さ約0.3mmのポリエステル製で、テレホンカードよりわずかに横方向に大きい（磁気定期券と同じ大きさ）カードである。
情報は磁気で記録されており、カードリーダーや自動改札機（※専用の機種）で書き換えることができる。裏面の印字（感熱皮膜破壊、または感熱発色方式）もカードリーダーや自動改札機で追記することができる。
発売されたカードには一定の金額に相当する度数が書き込まれており、出札機や改札機に通して乗車や乗車券購入に使用する度に、必要金額に相当する度数を減算されたデータに書き換えられる。
使用した度数を視認できるよう、カード使用時に支出状況を裏面に21回まで追記で印字していくようになっている。追記される内容は、社局名、使用した駅・車両、使用目的（乗車区間あるいは乗車券購入など）、日時、残額、などである。印字が満杯になった場合はカードを発売する券売機に挿入すると残額を引き継いだ新しいカードが再発行される。この場合、元のカードには最終残額表示に二重取り消し線が上書きされ、残額情報が0円の状態で返却される。
また南海電気鉄道では、有料特急の特急券を購入することができる（一部の窓口および車内を除く）。
現行のシステムでは、度数がなくなったカードを（追加支払いで度数を購入するなどで）再利用するサービスは想定されておらず、各カードは基本的に使い切りである。ただし、使い切ったカードはそのままゴミ箱に捨てるのではなく、各駅の回収箱に投函することにより回収され、カードコレクターに販売されている。
当初、阪急電鉄が単独でラガールカードを導入した際は残額が初乗り金額未満の場合に入場できなかったが、スルッとKANSAIの開始とともに10円でも残額があれば入場できるようになった。ICカード導入とともに初乗り金額の前引きやチェックを行わない社局も増えてきたものの、日本においてこのような取り扱いを始めたのは、スルッとKANSAIが初めてである。
これについては、鉄道営業法第15条「旅客ハ営業上別段ノ定アル場合ノ外運賃ヲ支払ヒ乗車券ヲ受クルニ非サレハ乗車スルコトヲ得ス」という条文に則っているためだが、スルッとKANSAIを含む関西の鉄道事業者が発行するカードでは、これを運輸省に掛け合い、「別段ノ定アル場合」としてカード残額が初乗り運賃に満たなくても入場可能となっている。利用者からすれば、残額が初乗り運賃未満のカードを所有していたとしてもそのまま乗車することが可能であり、特に発車間際の場合には有利になりえる。2枚投入可能な改札機がまだ開発されていなかった当時にこのような取り扱いを始めたスルッとKANSAIやJスルーカードを中心とした関西事業者系カードは、利用者の視点に立った取り扱いを採用したといえる。

### 共通利用終了
2016年7月1日に公式ホームページにて「発売終了および駅の自動改札機・バスでの共通利用終了」が発表された。
これに伴い、2017年3月31日にて共通カードの販売を終了。2018年1月31日をもって駅の自動改札機等での利用を終了した。2018年2月1日以降は、カードの未使用残額についてはカードごとに発行各社が払い戻しを行なうが、払い戻し期間は2023年1月31日までの5年間となっている（一部の会社では払い戻し期間の延長対応をしている場合もある）。
阪急電鉄・阪神電気鉄道・能勢電鉄・北大阪急行電鉄については、降車時に定期券・回数券に重ねてスルッとKANSAI対応カードを改札機に入れると乗り越し額を自動精算できる手軽さもあって「磁気カードを支持する利用客が多かった」（阪急阪神HD社長の杉山健博談）ことから、共通利用終了が発表された同日（2016年7月1日）の別途発表において、2017年4月1日より4社のみ利用可能な磁気式共通カード「阪急 阪神 能勢 北急レールウェイカード」の発売を開始した。このレールウェイカードは2018年1月31日まではスルッとKANSAI対応カードと同等のカードとしても使用できた。また、ラガールカード・らくやんカード・パストラルカード・レジオンカードについては、共通利用終了以降も当面の間は先述の4社のみで利用可能とした。
2016年7月時点で、上記4社以外が発行したカードの共通利用終了後の取扱については「後日発表」という形となっていたが、2017年10月10日に発売各社局が払い戻し等の取り扱い方法を告知した。阪急電鉄などでは大阪高速鉄道（現・大阪モノレール）が発売したモノカード（阪急電鉄が発行）について、共通利用終了後も4社内で利用可能となると発表している。このほか、上記4社以外で発行されたカードについても、上記4社の自動券売機や自動精算機で使用することが可能である（自動改札機では使用できない）。
上記4社は2018年3月29日に2019年春にICOCAの発売開始とレールウェイカードの発売終了を発表した。移行期間1年をもって、2019年秋には上記4社においてレールウェイカード・ラガールカード・らくやんカード・パストラルカード・レジオンカード・モノカードの自動改札機での使用を終了する。さらに2019年1月24日にはレールウェイカードの発売を同年2月28日で終了し、自動改札機での取り扱いも同年9月30日で終了することを発表した。これにより、1992年4月から27年半続いた磁気式共通カードによるストアードフェアシステムに完全に終止符が打たれることとなった。阪神電気鉄道では2022年9月30日をもって自動券売機や自動精算機での使用も終了した。阪急電鉄では2023年9月30日をもって自動券売機や自動精算機での使用を終了した。
また、近畿日本鉄道、山陽電気鉄道、神戸電鉄、北神急行電鉄、京都市交通局（京都市営地下鉄のみ）では2018年2月1日以降も当分の間スルッとKANSAI対応カード・レールウェイカードを自動券売機や自動精算機で使用可能としていたが、山陽電気鉄道では2019年9月30日をもって、神戸電鉄では2022年10月31日をもって、近畿日本鉄道と京都市交通局（京都市営地下鉄）では2023年1月31日をもって自動券売機や自動精算機での使用を終了した。
和歌山バス・和歌山バス那賀・南海りんかんバスの3社の磁気カードリーダーはバスカード専用になった。

## 導入事業者・発行カード一覧
- 導入日はその事業者の路線でスルッとKANSAI対応カードが利用可能になった最初の日。その日以前にもすでに3dayチケットなどに限って利用可能であった事業者・路線もある。
- 漢字略号は、乗車駅の社局名としてカード裏面に印字される文字。
- 英字略号は、降車駅の社局名としてカード裏面に印字される文字。―は、設定がないことを示す。
- 鉄道利用時は、乗車時および券売機・精算機等利用時は、社局名漢字略号に続いて駅名が3文字で、降車時は社局名英字略号に続いて駅名が2文字で印字される。
- バス利用時は、社局名印字に続いて最大4桁の数字（英字の場合もある）が表示される。
- ICカード「PiTaPa」導入事業者・路線についてはPiTaPaを参照のこと。
- カード名に括弧が付されているものは、自社でのカード発売を行わない社局を示す。
- 薄青色（■）にて表示された事業者は、2018年1月31日の共通利用終了以前にスルッとKANSAIの対応を終了した社局を示す。
- 太字にて表示された事業者は、2017年3月31日のスルッとKANSAI対応カード発売終了後、2017年4月1日から2019年2月28日まで「阪急 阪神 能勢 北急レールウェイカード」を発売した社局を示す。
- 下記の通りJR西日本では利用はできない。

### 鉄道
| 事業者名                           | 漢字略号   | 英字略号 | カード名                          | 導入日         | 利用終了日                                                                                   |
| ---------------------------------- | ---------- | -------- | --------------------------------- | -------------- | -------------------------------------------------------------------------------------------- |
| 阪急電鉄※9                         | 阪急・神高 | HK・KK   | ラガールカード                    | 1996年3月20日  | 自動改札機利用：2019年9月30日※13 自動券売機利用：2023年9月30日 自動精算機利用：2023年9月30日 |
| 能勢電鉄                           | 能勢       | NS       | パストラルカード                  | 1996年3月20日  | 自動改札機利用：2019年9月30日※13 自動券売機利用：2023年9月30日 自動精算機利用：2023年9月30日 |
| 阪神電気鉄道※8                     | 阪神・神高 | HS・KK   | らくやんカード ラガールカード     | 1996年3月20日  | 自動改札機利用：2019年9月30日※13 自動券売機利用：2022年9月30日 自動精算機利用：2022年9月30日 |
| 大阪市交通局※11                    | 大交       | OC       | レインボーカード                  | 1996年3月20日  | 2018年1月31日                                                                                |
| 北大阪急行電鉄                     | 北急       | KE       | レジオンカード （ラガールカード） | 1996年3月20日  | 自動改札機利用：2019年9月30日※13 自動券売機利用：2023年9月30日 自動精算機利用：2023年9月30日 |
| 神戸高速鉄道※10                    | 神高       | KK       | ラガールカード                    | 1999年10月1日  | 2010年9月30日                                                                                |
| 大阪港トランスポートシステム※1     | OTS        | TS       | レインボーカード                  | 1997年12月18日 | 2005年6月30日                                                                                |
| 南海電気鉄道 ※2                    | 南海       | NK       | コンパスカード                    | 1999年4月1日   | 2018年1月31日                                                                                |
| 京阪電気鉄道 ※3                    | 京阪       | KH       | スルッとKANSAI Kカード            | 1999年4月1日   | 2018年1月31日                                                                                |
| 泉北高速鉄道                       | 泉北       | SB       | ブルーライナーカード              | 1999年4月1日   | 2018年1月31日                                                                                |
| 神戸電鉄                           | 神鉄       | KB       | すずらんカード                    | 1999年10月1日  | 自動改札機利用：2018年1月31日 自動券売機利用：2022年10月31日 自動精算機利用：2022年10月31日  |
| 神戸市交通局                       | 神交       | SC       | スルッとKANSAIこうべカード        | 1999年10月1日  | 2018年1月31日                                                                                |
| 北神急行電鉄 ※12                   | 北神       | HE       | すずらんカード                    | 1999年10月1日  | 自動改札機利用：2018年1月31日 自動券売機利用：2022年10月31日 自動精算機利用：2022年10月31日  |
| 山陽電気鉄道                       | 山陽       | SY       | エスコートカード                  | 1999年10月1日  | 自動改札機利用：2018年1月31日 自動券売機利用：2019年9月30日 自動精算機利用：2019年9月30日    |
| 神戸新交通                         | 神新       | KS       | スルッとKANSAIこうべカード        | 1999年10月1日  | 2018年1月31日                                                                                |
| 大阪高速鉄道（現・大阪モノレール） | 大モ       | OM       | モノカード                        | 2000年2月1日   | 2018年1月31日                                                                                |
| 京都市交通局                       | 京交       | KC       | スルッとKANSAI都カード            | 2000年3月1日   | 自動改札機利用：2018年1月31日 自動券売機利用：2023年1月31日 自動精算機利用：2023年1月31日    |
| 近畿日本鉄道 ※4                    | 近鉄       | KT       | スルッとKANSAIカード              | 2001年2月1日   | 自動改札機利用：2018年1月31日 自動券売機利用：2023年1月31日 自動精算機利用：2023年1月31日    |
| 京福電気鉄道（嵐電）               | 京福※5     | ―        | スルッとKANSAI Kカード            | 2002年7月1日   | 2018年1月31日                                                                                |
| 比叡山鉄道（比叡山坂本ケーブル）   | 比叡山※6   | ―        | スルッとKANSAI Kカード            | 2003年4月1日   | 2018年1月31日                                                                                |
| 叡山電鉄                           | 叡山※7     | EZ       | スルッとKANSAI Kカード            | 2004年3月1日   | 2016年1月31日                                                                                |

- ※1 大阪港トランスポートシステム

2005年7月1日より路線が大阪市交通局に編入された。
- ※2 南海電気鉄道

貴志川線では使用できなかった（同線は2006年4月1日より和歌山電鐵に譲渡）。また、和歌山港線の久保町・築地橋・築港町・水軒の各駅は駅務機器が設置されておらず、廃止まで使用できなかった。
- ※3 京阪電気鉄道

石山坂本線では使用できない（3dayチケットは京津線との接続駅である浜大津駅は自動改札機が利用可能、その他の駅は呈示で利用可、PiTaPaは同線を含めて使用可）。
- ※4 近畿日本鉄道

青山町駅以西でのみ使用可能（田原本線・道明寺線・吉野線市尾 - 吉野間および各鋼索線と葛城山ロープウェイを除く）。ただし、エリア外の一部の駅でもスルッとKANSAIカードを使用して券売機で切符を購入可能（PiTaPaは各鋼索線やロープウェイをのぞいた鉄道線全線で使用可）。青山町駅以西のエリアに入っていた伊賀線では使用できなかった（同線は2007年10月1日に伊賀鉄道に運営移管）。
- ※5 京福電気鉄道（嵐電）

駅改札口で印字したものに限られる。車内のカード読み取り機ではバス式の印字になり、「京福電鉄」と表示される。
同社運営の叡山ケーブル・叡山ロープウェイでは利用できない。
- ※6 比叡山鉄道（比叡山坂本ケーブル）

駅改札口に設置したカード読み取り機でバス式の印字が行われ、「比叡山」と表示される。
- ※7 叡山電鉄

車内のカード読み取り機で印字した場合でも鉄道式の印字となる。なお3dayチケットは呈示で従来通り利用可（出町柳駅のみ自動改札機利用可能、他の駅・車内は改札機およびカード読取機が撤去されている）。
- ※8 阪神電気鉄道

武庫川線東鳴尾駅～洲先駅相互間のみの利用は不可能。PiTaPaは利用可。詳細は東鳴尾駅、洲先駅の項目を参照。本線・阪神なんば線・武庫川線各駅では、らくやんカードを発売し、略号は「阪神」・「HS」である。神戸高速線各駅ではラガールカードを発売し、略号は「神高」・「KK」である。
- ※9 阪急電鉄

花隈駅のみ略号は「神高」・「KK」である。それ以外の駅の略号は「阪急」・「HK」である。
- ※10 神戸高速鉄道

1988年以降は鉄道事業法に基づく第三種鉄道事業者であるが、設立の経緯から鉄道事業法施行以後も第二種鉄道事業者から列車運行業務・駅管理業務を受託し、従前の営業形態を維持する（当該項目参照）とともに、印字欄にも独自の略号を有した。2010年10月1日、花隈駅の運営管理を阪急電鉄に、それ以外の駅の運営管理を阪神電気鉄道へそれぞれ移管、列車運行管理業務も同日、阪神・阪急・神戸電鉄へ移管し、本来の第三種鉄道事業者となり、各社の神戸高速線となった。
- ※11 大阪市交通局

2018年4月1日、民営化により大阪市は公営企業としての交通局を廃止。鉄道部門は交通局が運営していた大阪市営地下鉄の受け皿として新たに設立した大阪市高速電気軌道へ移管。移管以降、KANSAI THRU PASS等の周遊券のチケット類への略号の印字は「大地」・「OC」である。
- ※12 北神急行電鉄

2020年6月1日より路線が神戸市交通局に編入された。
- ※13 阪急電鉄、能勢電鉄、阪神電気鉄道、北大阪急行電鉄

阪急電鉄、能勢電鉄、阪神電気鉄道、北大阪急行電鉄、神戸高速鉄道以外の社局発売のカードの自動改札機での利用は、2018年1月31日限りで終了していた。

### バス
| 事業者名                        | 印字                 | カード名                       | 導入日         | 利用終了日    |
| ------------------------------- | -------------------- | ------------------------------ | -------------- | ------------- |
| 大阪市営バス                    | 大交バス※1           | レインボーカード               | 1996年3月20日  | 2018年1月31日 |
| 阪急バス※10                     | 阪急バス             | ラガールカード                 | 1997年9月1日   | 2012年9月30日 |
| 大阪空港交通※6                  | OKKバス              | （ラガールカード）             | 1999年3月15日  | 2009年9月30日 |
| 和歌山バス                      | 和バス               | コンパスカード                 | 1999年4月1日   | 2018年1月31日 |
| 和歌山バス那賀                  | 和那バス             | コンパスカード                 | 1999年4月1日   | 2018年1月31日 |
| 京阪バス※2                      | 京阪バス             | （スルッとKASNAI Kカード）     | 1999年10月1日  | 2018年1月31日 |
| 京阪シティバス※3                | 京阪バス             | （スルッとKANSAI Kカード）     | 2003年3月1日   | 2014年3月31日 |
| 神戸市バス                      | 神交バス             | スルッとKANSAIこうべカード     | 1999年10月1日  | 2018年1月31日 |
| 尼崎市交通局（尼崎市営バス）※13 | 尼市バス             | らくやんカード                 | 2000年3月1日   | 2016年3月19日 |
| 伊丹市交通局（伊丹市営バス）    | 伊市バス             | ラガールカード                 | 2000年3月1日   | 2018年1月31日 |
| 京都市営バス                    | 京市バス             | スルッとKANSAI都カード         | 2000年3月1日   | 2018年1月31日 |
| 南海バス                        | 南海バス             | （コンパスカード）             | 2000年3月1日   | 2018年1月31日 |
| 神鉄バス                        | 神鉄バス             | すずらんカード                 | 2000年5月1日   | 2018年1月31日 |
| 阪急田園バス※10                 | 田園バス             | ラガールカード                 | 2000年5月1日   | 2012年9月30日 |
| 近鉄バス                        | 近鉄バス             | （スルッとKANSAIカード）       | 2000年8月1日   | 2018年1月31日 |
| 南海りんかんバス                | りんかん             | （コンパスカード）             | 2000年10月1日  | 2018年1月31日 |
| 京都バス                        | 京都バス             | （スルッとKANSAI Kカード）     | 2001年10月20日 | 2018年1月31日 |
| 南海ウイングバス金岡            | 南海バス             | （コンパスカード）             | 2001年12月1日  | 2018年1月31日 |
| 大阪シティバス※11               | 大交バス             | （レインボーカード）           | 2002年1月27日  | 2018年1月31日 |
| 京阪宇治交通※7                  | 宇交バス             | （スルッとKANSAI Kカード）     | 2002年3月1日   | 2006年3月31日 |
| 南海ウイングバス南部            | 南海バス             | （コンパスカード）             | 2002年3月1日   | 2018年1月31日 |
| 阪神電気鉄道（バス）※8          | 阪神バス             | （らくやんカード）             | 2002年3月1日   | 2009年3月31日 |
| 神戸交通振興※4                  | 神交バス             | （スルッとKANSAIこうべカード） | 2002年8月1日   | 2018年1月31日 |
| 高槻市交通部（高槻市営バス）    | 高槻バス             | （ラガールカード）             | 2003年3月17日  | 2018年1月31日 |
| 山陽電気鉄道（バス）※9          | 山陽バス             | （エスコートカード）           | 2003年3月21日  | 2011年2月28日 |
| 京都京阪バス※5※12               | 宇治バス 京阪バス※12 | （スルッとKANSAI Kカード）     | 2003年12月1日  | 2018年1月31日 |
| 京阪宇治交通田辺※7              | 宇田バス             | （スルッとKANSAI Kカード）     | 2003年12月1日  | 2006年3月31日 |
| 尼崎交通事業振興                | 尼市バス 阪神バス※15 | （らくやんカード）             | 2004年4月1日   | 2018年1月31日 |
| 阪神バス※14                     | 阪神バス             | （らくやんカード）             | 2006年6月14日  | 2015年9月30日 |
| 阪神バス※14                     | 阪神バス             | （らくやんカード）             | 2016年3月20日  | 2018年1月31日 |
| 京阪京都交通※5                  | 京阪バス             | （スルッとKANSAI Kカード）     | 2008年3月1日   | 2018年1月31日 |
| 山陽バス                        | 山陽バス             | （エスコートカード）           | 2011年3月1日   | 2018年1月31日 |

- ※1 大阪市営バス

2013年3月31日まで運行されていた赤バス乗車時の印字は「大交BUS」だった。
2018年4月1日、民営化により大阪市は公営企業としての交通局を廃止。バス部門は当時交通局の外郭団体としての会社組織であった大阪シティバスに移管。移管以降、KANSAI THRU PASS等の周遊券のチケット類への印字は「大シバス」に変更となった。
- ※2 京阪バス

コミュニティバスなど一部の路線は利用不可。
- ※3 京阪シティバス

2014年4月1日より京阪宇治バスを社名変更した京都京阪バスに吸収合併された。
- ※4 神戸交通振興

山手線・ポーアイキャンパス線（同社運行便のみ）で利用可能。
- ※5 京阪京都交通・京都京阪バス

一部の路線は利用不可。
- ※6 大阪空港交通

2009年9月30日をもって、唯一のスルッとKANSAI対応路線であった川西線が廃止となった。
- ※7 京阪宇治交通・京阪宇治交通田辺

2006年4月1日をもって京阪バスに吸収合併された。
- ※8 阪神電鉄バス

2009年4月1日をもって阪神バスに全ての直営路線を譲渡。
- ※9 山陽電鉄バス

2011年3月1日をもって山陽バスに全ての直営路線を譲渡。
- ※10 阪急バス・阪急田園バス

2012年4月1日の共通ICカード乗車券「hanica」（阪神バスも利用可能）の導入に伴い、同年5月31日をもってカードの発売を終了し、9月30日をもってスルッとKANSAIの利用を終了した。なお、10月1日以降もスルッとKANSAI 2day・3dayチケットは券面提示によることで使用可能である。運行を神鉄バスに委託している唐櫃営業所所属車両、および阪急バスが箕面市から運行を受託されているオレンジゆずるバスも10月1日以降利用可能であったが、これらも2013年4月30日をもって取扱を終了（2014年4月1日時点でスルッとKANSAI 2day・3dayチケットも券面提示利用も不可になっている）した。また、唐櫃営業所については翌日から神戸市バスのカードも利用できなくなった。
- ※11 大阪シティバス

2014年4月1日に大阪運輸振興より社名変更。IKEA線では利用不可。
- ※12 京都京阪バス

2014年4月1日より京阪宇治バスより社名変更。カードへの印字も「宇治バス」から「京阪バス」に変更となった。
- ※13 尼崎市営バス

2016年3月20日に全事業を阪神バスに引き継ぎ、交通事業から撤退。
- ※14 阪神バス

2015年9月30日に全線でスルッとKANSAIの利用を終了した。2015年10月1日以降もスルッとKANSAI 2day・3dayチケットは券面提示によることで使用可能である。2016年3月20日より尼崎市内線(旧・尼崎市営バス路線)のみスルッとKANSAIの利用が可能となった。
- ※15 尼崎交通事業振興

2016年3月20日より尼崎市営バスの路線が阪神バス尼崎市内線へ引き継がれたことに伴い、カードへの印字は「尼市バス」から「阪神バス」に変更となった。
なお、各社とも高速バスや定期観光バスでは利用できない。また、深夜急行バスでは南海バスのみ利用可。

## チケット
スルッとKANSAI協議会加盟社局で利用することのできる周遊券が発売されている。ただし、チケットによって利用可能な社局やエリアが限定される場合がある。スルッとKANSAI 3dayチケット、2dayチケットは、外国人向けのKANSAI THRU PASSを除いて、2016年の関西限定版の秋季の発売を持って発売終了した。なお、2020年度後半に新型コロナウイルス感染症の流行の影響による需要喚起策として日本人向けのKANSAI THRU PASS 2dayチケット（国内版）が期間限定発売された、これも関西限定版と関西域外版の2種類がある。
3dayチケット（全国通年発売版）
連続する3日間乗り放題で、かつ指定された施設で割引などの特典を受けられる。大人5,200円（1,734円／日）・小児2,500円。2シーズンに分かれての発売であるが、有効期間があるので、購入・使用の際には注意が必要である。旅行会社など（近畿2府4県と三重県を除く）でクーポン券を購入し、エリア内の引換場所で交換する。直接購入できるチケット発売場所もある。
このチケットは日本国外の旅行代理店などでは「KANSAI THRU PASS」の名称で発売されている。払い戻しは不可。
2dayチケット（全国通年発売版）
連続する2日間乗り放題で、かつ指定された施設で割引などの特典を受けられる。大人4,000円（2,000円／日）・小児2,000円。2シーズンに分かれての発売であるが、有効期限があるので購入・使用の際には注意が必要である。発売方法は3dayチケット（全国通年発売版）と同じ。払い戻しは不可。一時期は任意の（連続していなくても可）2日間有効で発売していた。
3dayチケット（関西駅売限定版）
任意の（連続していなくても可）3日間乗り放題、かつ指定された施設で割引などの特典を受けられる。大人5,200円（1,734円／日）・小児2,600円。春・夏・秋の3シーズンのみの発売であるが、利用日が限定されている。加盟社局の主要駅などで発売。払い戻しは、未使用の場合に限りすべて揃った状態で手数料を支払うことで可能である。
- 2dayチケット・3dayチケットでは、本来の利用範囲以外にも、阪急バス・阪急田園バス（いずれも一部路線を除く）や京阪石山坂本線など、若干だが利用範囲が広がる。一方で各バス会社が受託運行する地方自治体のコミュニティバスには制約がある。

大阪周遊パス
大阪市内エリア（堺市と尼崎市の一部も含む）の電車・バスに1日乗り放題。28施設にそれぞれ1回まで無料で入場できる他、割引を受けられる施設や店舗も利用できる。2,000円（大阪エリア版、大人のみ）。2シーズンに分かれての発売で発売期間の翌月末まで利用可。加盟社局のフリー区間を加えたエリア拡大版（2,200円から）もある。さらに海遊館の入場券も組み込まれた「大阪海遊パス」も発売されている。
神戸街めぐり1dayクーポン
神戸エリアの電車に1日乗り放題と神戸市内の観光施設で利用できる650円分の「神戸街遊券」がセットになっている。金額は900円（大人のみ）。2シーズンに分かれての発売で、発売期間と有効期間が同じである。他に阪急・阪神・山陽・神鉄（北神急行）・近鉄拡大版も発売されている。以前は「神戸観光1dayクーポン」の名称で販売されており、当時は利用エリアは現在販売のものよりも広く神戸市内のほとんどの駅やバスでも利用できた。
また冬季を中心に「有馬温泉 太閤の湯」の入場料が組み込まれた「有馬温泉ゆけむりチケット」が発売されることもある。
上記以外にもスルッとKANSAI協議会加盟各社局では時季によって企画ものとして、2社局以上を跨ぐフリー切符が発売されている。
なお、過去には発売期間が「通年販売」のものが存在したが、現在はスルッとKANSAI 3day・2dayチケット（全国通年発売版）等を除き4月1日開始となる年度ごとの発売・利用期間となっており、年度をまたがっての利用はできなくなっている。

## 主な未加盟・未導入事業者
「スルッとKANSAI対応カード」は関西一円共通カードシステムを謳っているが、使用できない範囲も京阪神地区以外の地域を中心に多く、各府県全域で普及しているわけではない。
スルッとKANSAI協議会に加盟していない事業者、また協議会には加盟していても、未導入の主な事業者は次の通り。なお以下は一度も導入経験がない社局を記載し、三重県・愛知県の一部を含めている。

### 大阪府
- 西日本旅客鉄道（JR西日本）
- 北港観光バス（日本タクシーグループ：舞洲アクティブバスなど）
- 大阪バス（一部のバスについてはICOCAを導入）
- WILLER EXPRESS西日本などの高速乗合バスのみを運行する事業者

### 兵庫県
- 六甲摩耶鉄道（阪急阪神東宝グループ：鉄道・バスとも）
- 神戸すまいまちづくり公社（摩耶ケーブル・ロープウェイ各線とも）
- 神戸リゾートサービス（神戸布引ロープウェイ）
- 須磨浦ロープウェイ（山陽電気鉄道グループ）
- 書写山ロープウェイ（姫路市が運営：運行は神姫バスが担当）
- 全但バス（元阪急東宝グループ）
- 神戸フェリーバス（フェリーターミナル行連絡バスなど）
- みなと観光バス (神戸市)（六甲アイランドシティバスなど）
- みなと観光バス (南あわじ市)（淡路島線・らん・らんバスなど）
- 北条鉄道（第3セクター）
- 智頭急行（同）

### 京都府
- 叡山ケーブル（京福電気鉄道が運営）
- 叡山ロープウェイ（同上）
- 嵯峨野観光鉄道（JR西日本グループ：嵯峨野観光線：トロッコ列車）
- 鞍馬山鋼索鉄道（鞍馬寺が運営）
- ヤサカバス（ヤサカグループ：醍醐コミュニティバス。2024年4月にスルッとKANSAIへと加盟し、2025年3月22日から一般路線にPiTaPaを導入する予定）
- 京北ふるさとバス（きょうと京北ふるさと公社が運営）
- プリンセスラインバス
- ケイルック（京都らくなんエクスプレス：京都大学が主導で実験運行中の路線バス）
- 丹後海陸交通（阪急阪神東宝グループ）
- 京都交通 (舞鶴)（日本交通グループ）
- 京都丹後鉄道

### 滋賀県
- 近江鉄道グループ（西武グループ：鉄道・バスとも、一部のバスについてはICOCAを導入）
- 帝産湖南交通（帝産系）
- 滋賀交通グループ
- 信楽高原鐵道（第3セクター）

### 奈良県
- 吉野大峯ケーブル自動車（吉野ロープウェイと吉野山内の路線バスを運行）

### 和歌山県
- 和歌山電鐵（旧南海貴志川線：両備グループ）
- 大十バス
- 紀州鉄道　（本社は東京都）
- 熊野御坊南海バス（南海グループ）
- 有田鉄道（現在はバス事業のみ）
- 中紀バス
- 明光バス（近鉄グループ）
- 龍神バス

### 三重県
- 伊賀鉄道（元・近鉄伊賀線）

### 愛知県
- 東海旅客鉄道（JR東海・東海道新幹線）

## キャラクター
「スルッとちゃん」という公式マスコットキャラクターがいる。緑色のトンガリ帽子とワンピースを身に着けた魔法使いの少女で、カードの上に腰かけているデザインがよく使われる。
2002年から2012年まで、スルッとKANSAI公式サイト内に「スルッとちゃんのお部屋」というコンテンツが設けられ、年齢は8歳、星座はおひつじ座、血液型はAB型、出身地は「まほうの国」、好きな食べ物はチョコレートケーキ、口癖は「お出かけしよーよ」、などのプロフィールが紹介されていた。
スルッとちゃんは協議会および運営会社のキャラクターであり、主に広報関係や紙の切符・磁気カードで使用され、スルッとKANSAIが発行しているICカードPiTaPaのキャラクターとしては使用されていない。しかし、2013年3月23日に東京駅で行われた交通系ICカード相互利用開始記念セレモニーでは、各ICカードのキャラクターに交じってスルットちゃんも出席していた。その後PiTaPaのキャラクターは忍者がモチーフの「ぴたまる」が別に制定された。